# پیاجیو پی.-۱۰
پیاجیو پی. -۱۰ (به انگلیسی: Piaggio_P.10) یک هواگرد ملخ‌پیشین تک‌موتوره از نوع هواپیمای تجسسی هواپیمای دوباله هواپیمای آب‌نشین دارای ارابه فرود ساخت شرکت Piaggio است. هواگرد پیاجیو پی. -۱۰ نخستین پروازش را در ۱۹۳۲ میلادی انجام داد.